# Constitución de la República Popular China
La Constitución de la República Popular China (en chino tradicional, 中華人民共和國憲法; en chino simplificado, 中华人民共和国宪法; pinyin, Zhōnghuá Rénmín Gònghéguó Xiànfǎ) es nominalmente la ley suprema dentro de la República Popular de China. Fue adoptado por el quinto Congreso Nacional Popular el 4 de diciembre de 1982, con nuevas revisiones en 1988, 1993, 1999, 2004 y 2018. Es la cuarta constitución en la historia del país, después de las de 1954, 1975 y 1978.
La Constitución comienza con un preámbulo e incluye 138 artículos divididos en cuatro capítulos: Principios generales, los derechos y deberes fundamentales de los ciudadanos, la estructura del estado y la bandera nacional, el himno nacional, el emblema nacional y la capital.
Aunque se supone que todas las organizaciones chinas están sujetas a la Constitución, la falta de pluralidad de partidos políticos permite el control exclusivo del Partido Comunista de China sobre ella. De hecho, es el Partido Comunista el que controla la legislación, o las enmiendas a la constitución, al hacer propuestas al Congreso Nacional Popular.

## Principales disposiciones
Según la constitución, el Partido Comunista de China es el único partido gobernante de China, bajo un sistema socialista dirigido por la clase obrera y basado en la alianza obrero-campesina. Además, la constitución estipula que el poder del Estado pertenece totalmente al pueblo. La constitución, así mismo, específica que el principio de organización del aparato estatal es el centralismo democrático y que las fuerzas armadas pertenecen al pueblo.
Como tareas y objetivos fundamentales del estado, la constitución dice que el estado chino debe seguir el camino de construcción de un socialismo dotado de peculiaridades chinas y concentrar las energías en la modernización socialista del país. Para ello, menciona que debe persistir en la dictadura democrática popular y en la reforma y la apertura, mejorar constantemente los diversos regímenes socialistas, desarrollar la economía de mercado socialista y la democracia socialista y realizar gradualmente la modernización de la industria, la agricultura, la defensa nacional y la ciencia y tecnología, con el objetivo de convertir a China en un país socialista próspero, democrático y civilizado.
En cuanto a derechos ciudadanos, la Constitución establece que todos los ciudadanos son iguales ante la ley y que garantiza los derechos fundamentales de todos los ciudadanos, incluidos el derecho a elegir y ser elegidos. También consagra las libertades de expresión, prensa, reunión y asociación,  así como la libertad de creencias religiosas y la inviolabilidad de la libertad individual, de la dignidad personal, de la propiedad privada legítima y del domicilio. Sin embargo, el derecho de huelga, vigente en las constituciones de 1975 y 1978, fue suprimido en la de 1982, con el argumento de que "la huelga no daña solamente los intereses del Estado, sino también los de los propios obreros".
En lo concerniente a cargos públicos, la constitución eliminó los cargos vitalicios y restaura el cargo de presidente y estipula que los cargos públicos han de ser elegidos por periodos de 5 años, renovables por otros 5.